# 黎巴嫩足球協會
黎巴嫩足球協會是專門管轄黎巴嫩足球事務的組織。該組織成立於1933年，並在1936年加入國際足協。此外，該組織還是亞洲足協、阿拉伯足球協會和西亞足球協會的成員。

## 外部連結
- 國際足協網頁（页面存档备份，存于）
- 亞洲足協網頁